# William Hickox
William Holmes "Bill" Hickox (San Francisco, Califórnia, 28 de março de 1942 – Berg-Kampenhout, Bélgica, 15 de fevereiro de 1961) foi um patinador artístico americano, que competiu nas duplas. Ele foi medalhista de bronze do campeonato nacional americano e terminou na sexta posição no Campeonato Norte-Americano em 1961 com sua parceira e irmã Laurie Hickox.
Hickox morreu no acidente com o voo Sabena 548 nas imediações do Aeroporto de Bruxelas, quando viajava junto com a delegação dos Estados Unidos para disputa do Campeonato Mundial que iria acontecer em Praga, na Tchecoslováquia.

## Principais resultados

### Com Laurie Hickox
| Resultados                                            | Resultados      | Resultados        | Resultados    | Resultados    | Resultados    | Resultados    | Resultados    | Resultados    | Resultados    | Resultados    | Resultados    | Resultados    | Resultados    | Resultados    |
| Internacional                                         | Internacional   | Internacional     | Internacional | Internacional | Internacional | Internacional | Internacional | Internacional | Internacional | Internacional | Internacional | Internacional | Internacional | Internacional |
| Evento/Temporada                                      | 1959– 1960      | 1960– 1961        |               |               |               |               |               |               |               |               |               |               |               |               |
| ----------------------------------------------------- | --------------- | ----------------- | ------------- | ------------- | ------------- | ------------- | ------------- | ------------- | ------------- | ------------- | ------------- | ------------- | ------------- | ------------- |
| Campeonato Norte-Americano                            |                 | 6.º               |               |               |               |               |               |               |               |               |               |               |               |               |
| Nacional                                              |                 |                   |               |               |               |               |               |               |               |               |               |               |               |               |
| Campeonato dos Estados Unidos                         |                 | Medalha de bronze |               |               |               |               |               |               |               |               |               |               |               |               |
| Campeonato dos Estados Unidos – Júnior                | Medalha de ouro |                   |               |               |               |               |               |               |               |               |               |               |               |               |
|                                                       |                 |                   |               |               |               |               |               |               |               |               |               |               |               |               |
| Legenda: Competição não foi disputada nesta temporada |                 |                   |               |               |               |               |               |               |               |               |               |               |               |               |